# Woodanilling
Woodanilling ist ein Ort in der Great Southern Region von Western Australia. Er befindet sich in einer Schafzuchtgegend und Getreideanbauregion.

## Etymologie
Der Ort wurde nach der Quelle des Boyerine Creek benannt. Das Wort Woodanilling stammt von der Aborigines-Sprache ab und bedeutet eine Menge Elritzen oder Ort, in dem die Weißstirntaube nistet.

## Geographie
Woodanilling liegt 254 Kilometer südlich von Perth auf dem Great Southern Highway, 24 km von Katanning und 30 km von Wagin. Nach der Volkszählung im Jahr 2016 lebten hier 170 Menschen.

## Geschichte
Die Gegend wurde zuerst von den Europäern zwischen 1830 und 1831 erforscht. Der Kapitän Thomas Bannister war der Führer der Expeditionen. 
Der Ausbau des Albany Highway in den frühen 1850er Jahren und des Great Southern Railway in 1889 brachten Bewohner in die Region und waren sehr wichtig für die Gründung des Ortes, der in 1892 bekannt gegeben wurde. 